# PP-19 Bizon
Pour les articles homonymes, voir Paul-Henry Bizon.
Le PP-19 est un pistolet mitrailleur russe.
Le pistolet mitrailleur PP-19 a été conçu par la manufacture d’armes russe Izhmash au début des années 1990 et fut présenté la première fois en public vers 1993.

## Présentation
Le Bizon (Bison) qui est dérivé de l'AK-74, combine un chargeur hélicoïdal à grande capacité (64 coups (s'il est chambré en 9 × 18 mm Makarov) ou 53 coups (s'il est chambré en 9 × 19 mm Parabellum) au lieu de 30 pour un standard comme le MP5) avec un fût et un mécanisme plus conventionnels. Le Bizon est essentiellement un dérivé du fusil d’assaut AKSU-74 (carcasse, mécanisme, poignée-pistolet, hausse, guidon et crosse repliable) et il dispose d'un large éventail de pièces interchangeables avec ce dernier. Les modèles les plus récents présentent une poignée plus ergonomique. Le chargeur cylindrique est  situé sous le canon et sert de garde-main, offrant une tenue en main confortable. Le chargeur présente l'avantage de ne pas être protubérant comme les chargeurs conventionnels, ce qui favorise la compacité et la maniabilité du PP-19. Initialement conçu pour tirer le 9 mm Makarov (en version standard, améliorée), le Bizon est aussi chambré en 9 mm Parabellum et 7,62 mm Tokarev. Cette dernière version est disponible avec :
- un chargeur cylindrique de 45 cartouches,
- ou un chargeur courbe de 35 coups (apparemment ceux des PPS-43, disponibles en grand nombre dans les arsenaux de l’armée Russe).

## Utilisateurs
Les PM Bizon sont en service en petites quantités dans les rangs des services de sécurité (FSB) et la police russes. Ils peuvent recevoir un suppresseur en option.

## Évaluation
Selon les spécialistes russes, cette arme ergonomique est facile à transporter et à mettre en œuvre. Elle est précise à sa portée pratique en tir semi-automatique. Les commandes et le sélecteur de tir qui sert de sûreté sont similaires à ceux des AK-47/AK-74, ce qui facilite l'instruction des recrues.

## Culture populaire
Cette arme est présente dans les jeux vidéo :
- de la série Battlefield
- de la série Call of Duty
- de la série Jagged Alliance
- Arma 2
- DayZ
- PlayerUnknown's Battlegrounds
- Counter-Strike: Global Offensive
- Far Cry 3, sous le nom de "BZ19"
- Far Cry 4
- Firearms (une modification multijoueurs du jeu Half-Life)
- Infestation: Survivor Stories
- Metal Gear Solid 4: Guns of the Patriots
- Operation Flashpoint: Cold War Crisis
- Tom Clancy's Ghost Recon Phantoms
- Tom Clancy's Ghost Recon: Future Soldier
- Tom Clancy's Ghost Recon: Wildlands
- Tom Clancy's The Division
- Warface
- Survarium
- Unturned
- Resident Evil 7: Biohazard
- Payday 2, sous le nom "Tatonka"
- Deadside - BB-19